# Juwenaliusz (Połowcew)
Juwenaliusz, imię świeckie Iwan Andriejewicz Połowcew (ur. 9 października?/21 października 1826 w Oranienbaumie, zm. 12 kwietnia 1904 w Wilnie) – biskup, a następnie arcybiskup Rosyjskiego Kościoła Prawosławnego.

## Życiorys
Pochodził z rodziny szlacheckiej, jego matka była wyznania luterańskiego. Ukończył Michajłowską Akademię Artylerii w Petersburgu i został zawodowym wojskowym, po ciężkiej chorobie zdecydował się jednak opuścić armię i zostać mnichem (od wczesnej młodości był głęboko religijny). 15 marca 1847 został posłusznikiem w Pustelni Optyńskiej, gdzie osiem lat później złożył śluby zakonne. W 1857 otrzymał święcenia kapłańskie i razem z innym hieromnichem Leonidem (Kawielinem) udał się na misję do Jerozolimy, której kierownikiem był biskup Cyryl (Naumow). 
Po powrocie z misji, w 1861, otrzymał godność ihumena i został przełożonym Pustelni Glińskiej, a następnie Pustelni Korzennej z godnością archimandryty. W 1867 został przeniesiony do Ławry św. Aleksandra Newskiego na stanowisko namiestnika. Cztery lata później, z powodu choroby, na własne życzenie zrezygnował z pełnionej funkcji i zamieszkał w Pustelni Optyńskiej. W 1884 został namiestnikiem Ławry Kijowsko-Pieczerskiej. 
25 października 1892 został wyświęcony na biskupa pomocniczego eparchii nowogrodzkiej z tytułem biskupa bałachińskiego. W roku następnym został przeniesiony na katedrę kurską i biełgorodzką, natomiast w marcu 1898 został metropolitą wileńskim i litewskim, którą to funkcję łączył ze stanowiskiem przełożonego monasteru Świętego Ducha w Wilnie. Doprowadził do poważnego rozwoju tego klasztoru, który po okresie zastoju ponownie stał się jednym z większych pod względem liczby mnichów męskich klasztorów w zachodniej części Imperium Rosyjskiego. Kontynuował również rozpoczętą przez swoich poprzedników akcję umacniania wpływów prawosławia na Litwie poprzez wznoszenie nowych cerkwi (m.in. wileńskiej cerkwi Ikony Matki Bożej „Znak”) i remonty już istniejących. Starał się ograniczyć działalność miejscowych staroobrzędowców, m.in. doprowadzając do wydania przez władze lokalne nakazu zdjęcia krzyży z ich molenny.
Zmarł w 1904 w Wilnie i został pochowany w podziemiach klasztornej cerkwi Świętego Ducha razem z innymi biskupami wileńskimi i litewskimi zmarłymi w czasie sprawowania urzędu.
Jest autorem kompilacji tekstów świętych mnichów rosyjskich dotyczących reguł życia monastycznego. Opracował również żywot schimnicha Mojżesza z Optiny.